# Robert Low
För andra betydelser, se Robert Lowe.

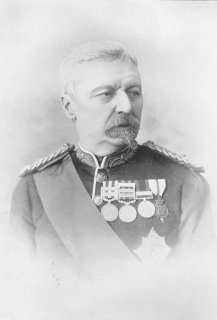
Robert Low.

Sir Robert Cunliffe Low, född den 28 januari 1838, död den 4 augusti 1911, var en brittisk general. Han var son till general John Low.
Low inträdde i bengaliska armén 1854. Han tjänstgjorde i de trupper som slog ned sepoyupproret 1857 och stred i andra anglo-afghanska kriget 1879. Efter att ha haft lokala kommandon utnämndes han till befälhavare för Chitralexpeditionen 1895, där hans uppdrag var att befria befästningen i Chitral som var under belägring efter en statskupp. Efter den gamle härskarens död skedde flera maktskiften. En ditsänd brittisk styrka på omkring 400 man under kommando av Charles Vere Ferrers Townshend var innesluten i befästningen i väntan på undsättning. Low befordrades till befälhavare över Bombayarmén 1898 innan han tog avsked 1905.